# Мартин Зафиров
Мартин Иванов Зафиров е български футболист, нападател.

## Кариера
Юноша на ЦСКА, играе като нападател. Дебютира през сезон 1990/1991, след което играе под наем в Светкавица Търговище, Доростол Силистра и Академик София, а след това се завръща в мач на мъжете на 26 февруари 1994 срещу Етър Велико Търново при загубата като гости с 2:0. Играе за ЦСКА до началото на 1996, когато преминава в Спартак Варна, а оттам през 2007 преминава в немския Хамбургер. Още същата година е в Локомотив София, а през 1998 се завръща в Спартак Варна. Следва нов гастрол в гръцкия Акратитос Атина от 2000 до 2001. През 2001 преминава в Локомотив София, а през 2003 преминава в Черно море Варна. Играе също така и за Велбъжд Кюстендил, Струмска слава Радомир и Драгоман.
Има над 50 мача за юношеския и младежкия национален отбор.
Работи като отговорник за спорта в Община Драгоман. Помощник треньор на Калиакра Каварна през 2011-2012. От август 2018 е спортен директор на Спартак Варна.
Баща му е легендарният защитник на ЦСКА и националният отбор Иван Зафиров, брат му Адалберт Зафиров също е футболист на ЦСКА, чичо на Ивайло Зафиров също футболист на ЦСКА.